# Felipe Amat
Felipe Amat, Felipe Amat y de Cortada, finales del siglo XVIII, principios del siglo XIX, sacerdote católico español, cura Párroco de Agramunt.
Diputado en las durante la primera legislatura (1810-1813) de las conocidas como Cortes de Cádiz.

## Biografía
Hermano de  Rafael de Amat y de Cortada,  Barón de Maldá y Maldanell.
Diplomático.

## Cortes de Cádiz
Elegido Diputado propietario por el procedimiento para las provincias ocupadas en parte por  los franceses en representación del Principado de Cataluña.
Fue elegido en la Sala Capitular de la ciudad de Tarragona  por 24 votos de los 48 electores correspondientes.

Formó parte de la comisión de cinco diputados encargada por el  Consejo Supremo de Regencia de Consejo Supremo de Regencia de reconocimiento de los poderes de los  diputados que se encontraron en la Real isla de León el 24 de septiembre de 1810, sesión constitutiva.
Forma parte de la Comisión de Actas. Felipe de Amat jura la constitución y obtiene licencia, sin
que vuelva a aparecer por las Cortes.